# برينس أوسو (لاعب كرة قدم غاني)
برينس كوابينا أوسو، لاعب كرة قدم غاني، يلعب في نادي الهداية السعودي.

## روابط خارجية
- برينس أوسو (لاعب كرة قدم غاني) على موقع GSA (الإنجليزية)